# Don Trip
Don Trip, de son vrai nom Chris Wallace, est un rappeur américain né le 20 août 1985.
En 2012, il est sélectionné au sein de la « Freshman Class » du magazine XXL et signe avec Interscope Records.

## Biographie
Chris Wallace naît le 20 août 1985 et grandit à Memphis (Tennessee), au sein d'une famille défavorisée. Il commence à travailler dès l'âge de 12 ans pour aider sa famille. À 15 ans, inspiré par des artistes comme Jay-Z, 2Pac et Kris Kross, il décide de se lancer dans le rap. Il adopte pour nom de scène Don Trip.
En 2011, il publie plusieurs volumes de deux séries de mixtapes solo, l'une intitulée Human Torch et l'autre Terminator. Il forme également un duo avec Starlito, avec qui il publie la mixtape Step Brothers, nommée en référence au film du même nom. Elle reçoit un accueil très favorable et contribue à accroître la notoriété des deux artistes,.
En 2012, Don Trip est sélectionné au sein de la « Freshman Class » du magazine XXL, qui met en avant chaque année les rappeurs les plus prometteurs, et, grâce à un morceau à succès Letter to My Son avec Cee Lo Green,, il signe sur Interscope Records.
Cette même année, il sort la mixtape Guerrilla, qui est présentée par DJ Drama et contient des collaborations avec Wale et 2 Chainz. Il sort ensuite la mixtape Help Is on the Way, qui contient des collaborations avec Juicy J, Danny Brown et Jeremih, ainsi que des productions de Cool and Dre, J.U.S.T.I.C.E. League et Boi-1da.
En 2013, Don Trip et Starlito publient une suite à Step Brothers, Step Brothers 2, sous le label RPM MSC. La mixtape contient notamment des apparitions de Kevin Gates, Drumma Boy et Young Chop (en),,. Dans leurs textes, Don Trip et Starlito abordent des thèmes comme la paranoïa, l'incertitude, l'amitié, la pauvreté, l'avortement et la dépression. En 2017, ils sortent le troisième volume de cette série, Step Brothers Three, qui contient 15 chansons,.
En 2018, il sort l'album Christopher, qui comprend notamment des collaborations avec Starlito et 8Ball. Il sort ensuite Pray God's Not Watching en 2021, la mixtape Christopher: Season 2 en 2022, et plusieurs EP. En 2023, il sort douze albums, soit un par mois.

## Style
Il est connu pour ses textes introspectifs, et est rattaché au style trap,. XXL décrit son flow comme étant monotone, tandis que pour la National Public Radio, son flow est au contraire incisif et dynamique. XXL le compare à Styles P pour sa façon d'exprimer les difficultés de son milieu d'origine tout en manifestant sa volonté de s'en sortir.